# 林巴頓號驅逐艦 (DD-119)
林巴頓號驅逐艦（舷號DD-119）是一艘美國海軍建造的驅逐艦，為維克斯級驅逐艦的45號艦。她是美軍第一艘以林巴頓為名的軍艦，以紀念美西戰爭時期的海軍軍官班傑明·林巴頓（Benjamin P. Lamberton）。
林巴頓號在1917年於紐波特紐斯造船廠開始建造，在1918年下水服役，其時第一次世界大戰已即將結束。戰後林巴頓號分別在大西洋及太平洋執勤，於1922年退役。1930年林巴頓號重返現役，主要用作演習及訓練。1932年林巴頓號改裝為高速拖船，再於1940年改為掃雷艦，調駐珍珠港。珍珠港事件時林巴頓號剛好離開港口，後負責珍珠港外海巡邏。1942年林巴頓號調到北太平洋戰區，及後則在太平洋東半部執勤，直到1946年退役除籍，於1947年出售拆解。
林巴頓號在第二次世界大戰共獲得一枚戰鬥之星。